# Kuppritz
Kuppritz (serbołużycki: Koporcy) – wieś na terenie gminy Hochkirch, w powiecie Budziszyn, w kraju związkowym Saksonia w Niemczech. Miejscowość leży na obszarze historycznego osadnictwa Serbołużyczan i liczy 65 mieszkańców.